# Агнешка Вінчо
Агнешка Вінчо (пол. Agnieszka Winczo; нар. 24 серпня 1984, Ченстохова, Польща) — польська футболістка, нападниця німецького клубу «Меппен» та національної збірної Польщі.

## Клубна кар'єра
Розпочала займатися футболом у АВФ (Катовице). Дорослу футбольну кар'єру розпочала 2001 році в «Чарні» (Сосновець), у складі якого стала переможцем (2001/02) та фіналістом (2004/05) кубку Польщі. 2006 року перебралася в «Гол» (Ченстохова) з рідного міста, а потім перейшла в «Унію» (Ратибор). Влітку 2011 року разом з одноклубницею Мартою Стобба підписали контракт з клубом німецького другого дивізіону «Клоппенбург». Однак у дебютному сезоні не змогла зберегти прописку в другому дивізіоні. У наступному сезоні, в якому дебютувала 28 серпня 2011 року в переможному (2:1) домашньому поєдинку 1-го туру проти «Гютерсло», за підсумками якого стала найкращим бомбардиром з 24-ма голами в 22-х матчах чемпіонату. У наступних трьох матчах другого дивізіону 4, 18 і 25 вересня 2011 року забивала три, чотири та три м'ячі відповідно. У наступному сезоні зіграла у всіх матчах другого дивізіону та відзначилася 14-ма голами, завдяки чому клуб посів перше місце в таблиці та вперше вийшов у Бундеслігу як переможниця Північної групи. Агнешка з 24-ма голами стала найкращою бомбардиркою зонального турніру Другої Бундесліги. У Бундеслізі дебютувала 8 вересня 2013 року у нічийному (3:3) виїзному поєдинку 1-го туру проти «Ессен». Першим голом у Бундеслізі відзначилася 10 листопада 2013 року на 82-й хвилині (встановив рахунок 2:3) програного (2:4) виїзному поєдинку 8-го туру проти «1899 Гоффенгайма».

## Кар'єра в збірній
У складі дівочої збірної Польщі (WU-16) провела 2 матчі, а в складі жіночої молодіжної збірної Польщі (WU-18/WU-19) — 9 матчів (2 голи).
У футболці національної збірноїПольщі дебютувала 27 лютого 2004 року в поєдинку проти збірної України. Виступала в кваліфікації чемпіонаті світу 2007 та 2011 років, зокрема 31 березня 2010 року відзначилася хет-триком в переможному (4:1) поєдинку проти Румунії. 5 квітня 2019 року в поєдинку проти Італії зіграла свій 100-й матч за національну команду.